# Turmberg-Ruine (Karlsruhe)
Die Turmberg-Ruine, ehemals Burg Hohenberg, ist die Ruine einer Spornburg bei rund 256 m ü. NHN auf der Spornspitze des Turmbergs 1000 Meter östlich der Ortsmitte von Durlach, eines Stadtteils von Karlsruhe in Baden-Württemberg, und wird heute als Aussichtsturm genutzt.

## Geschichte
Die Burg wurde in der zweiten Hälfte des 11. Jahrhunderts von den Grafen von Hohenberg als Stammsitz erbaut. Weitere Besitzer der Burg waren die Grafen von Grötzingen, die Staufer und die Markgrafen von Baden. 1279 wurde die Burg von Bischof Konrad III. von Lichtenberg zerstört. In der Mitte des 16. Jahrhunderts stand nur noch der Bergfried, der als Landwarte genutzt wurde.

## Anlage

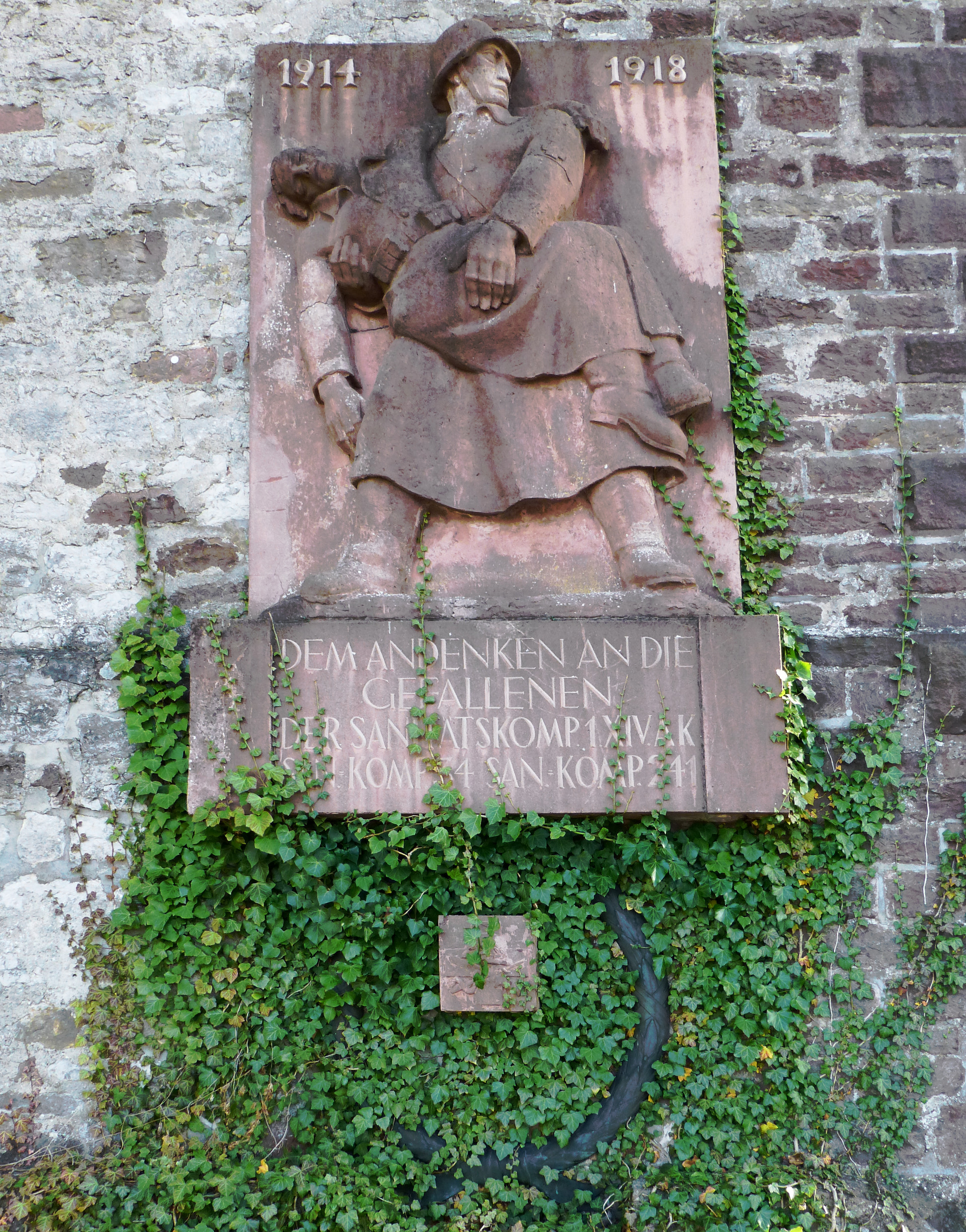
Die Gedenktafel

Die ehemalige Burganlage verfügte über eine polygonale zwei Meter starke Ringmauer, einen circa 12 m × 12 m großen Wohnturm, einen aus Sandstein-Buckelquadern bestehenden 25 Meter hohen Bergfried mit einem Hocheingang in 9 Meter Höhe auf einer Grundfläche von circa 11,70 m × 11,70 m mit einer Mauerstärke von 2,5 Meter und einem Halsgraben.
Der heute ca. 32,3 Meter hohe Bergfried ist erhalten und dient als Aussichtsturm. Die untere der beiden Aussichtsplattformen liegt auf 16,3 Meter Höhe und bildet eine brückenartige Verbindung zu dem westlich des Turms stehenden Pfeiler, auf dem ursprünglich eine Alarmkanone oder eine Glocke stand. Die im Bergfried verlaufende Betontreppe führt auf die obere, in 29,6 Meter Höhe liegende zweite Plattform, die einen sehr guten Ausblick über Karlsruhe, die Rheinebene und bis zum Pfälzerwald und den Vogesen bietet.
Auf der Plattform steht ein historischer Gradmessungspfeiler der Europäischen Gradmessung von 1870 (erneuert 1951). An der Talseite des westlichen Pfeilers ist eine Gedenktafel an die Gefallenen des Ersten Weltkriegs angebracht.

Panorama Richtung Hagsfeld
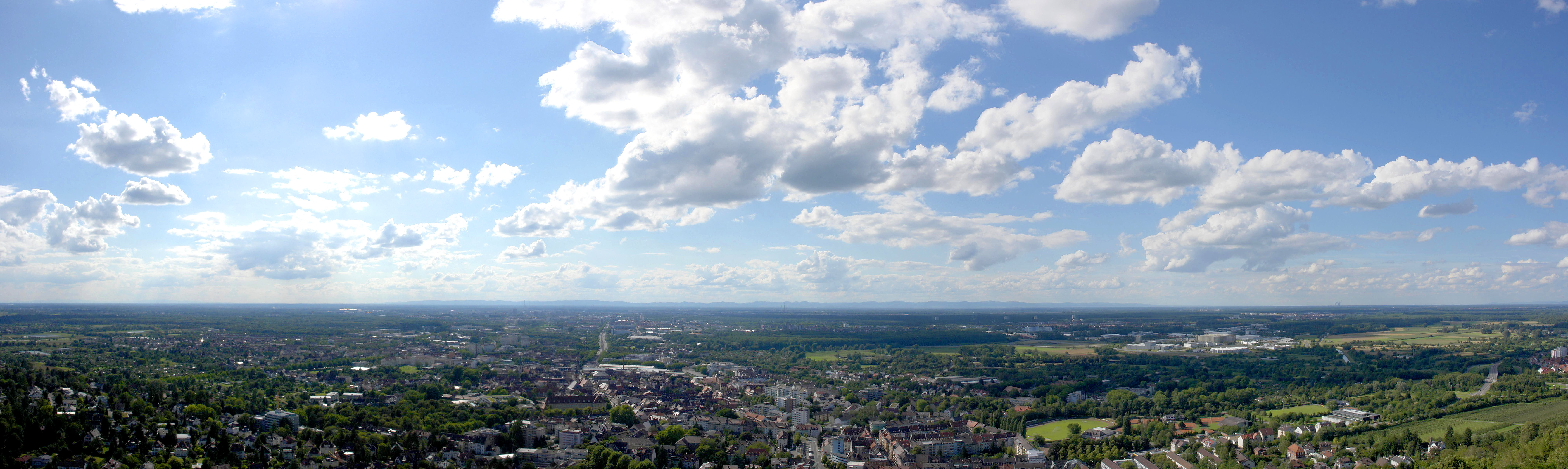
Panorama Richtung Karlsruhe